# Lithocarpus uvariifolius
Lithocarpus uvariifolius är en bokväxtart som först beskrevs av Henry Fletcher Hance, och fick sitt nu gällande namn av Alfred Rehder. Lithocarpus uvariifolius ingår i släktet Lithocarpus och familjen bokväxter.

## Underarter
Arten delas in i följande underarter:
- L. u. ellipticus
- L. u. uvariifolius